# Christy Canyon
Pour les articles homonymes, voir Canyon (homonymie).
Christy Canyon, née Melissa Bardizbanian le 17 juin 1966 à Pasadena (Californie), est une actrice de films pornographiques américaine.

## Biographie
Elle naît dans une famille d'origine arménienne et italienne. Elle a une sœur cadette, Carla Sinclair, une écrivaine et éditrice. Elle s'est mariée et a divorcé deux fois : avec Tom Sinopoli (1993-1994) et Jeremy Stone (1996-1999). Elle est mariée depuis 2003 avec un homme nommé Grant qu'elle connait depuis le lycée. Elle est diplômée de marketing.
Entre 1984 et 1997, Christy est apparue dans près de 200 films. Elle a gagné plusieurs récompenses de « meilleure scène féminine » et fait partie du panthéon XRCO. Elle porte de nombreux pseudonymes.
Christy est surtout connue pour son imposante poitrine naturelle, sa beauté naturelle[non neutre] et pour son importante pilosité pubienne, ce qui n'est plus très commun dans le X car, depuis les années 1990, la plupart des actrices se rasent en partie ou complètement. Cependant, lors de ses débuts dans les films pornographiques, les pubis non rasés étaient communs. Ce n'est que lors de son retour dans le X qu'on a pu qualifier sa pilosité d'atypique[réf. souhaitée].
Elle tourna tout d'abord des scènes de X « classiques » avec des rapports vaginaux, des fellations et cunnilingus, des scènes lesbiennes ou encore des scènes avec plusieurs partenaires.
Alors qu'on lui demandait avec insistance de tourner des scènes anales, Christy n'accepta jamais. Elle déclara qu'elle ne trouvait pas ça particulièrement plaisant et qu'elle ne souhaitait pas qu'on la filme dans une pratique qu'elle n'appréciait pas, même hors caméra[réf. souhaitée]. La scène anale la plus extrême que Christy a tourné est une scène pour un film du studio Vivid : The Show. On peut y voir un petit godemichet inséré dans son anus.
Dans une interview récente lors de l'émission radio de Taylor Wane, Christy révéla qu'elle n'était pas particulièrement sage dans sa vie privée sexuellement parlant même si elle ne tournait que des scènes softs lorsqu'elle était chez Vivid lors des années 1990. Elle affirma avoir eu des rapports sexuels non protégés hors caméra et avant tournage avec tous ses partenaires de films. Elle mentionna particulièrement l'acteur pornographique britannique Mark Davis (qui est un des rares acteurs pornographiques anglo-saxons non circoncis[réf. nécessaire]) comme étant un de ces hommes, suggérant aux auditeurs qu'elle apprécia vraiment leur flirt hors caméra. Christy mentionne aussi fréquemment Peter North et Ron Jeremy comme étant les partenaires avec lesquels elle préfère tourner.
Elle arrêta puis reprit plusieurs fois sa carrière, notamment à cause de ses mariages et divorces[réf. souhaitée].Elle est désormais plus ou moins retirée du monde du X mais elle continue à avoir quelques activités liées à cette industrie : elle se concentre sur son site web, travaille pour Playboy et fait de la vente sur eBay. En 2003, elle publia son autobiographie : Lights, Camera, Sex (ISBN 0-9727470-0-1). En novembre 2005, elle fit partie du jury lors du premier épisode de l'émission Jenna's American Sex Star.[réf. souhaitée]
Elle fait partie de l'AVN Hall of Fame.

## Récompenses
- 1991 : F.O.X.E. Female Fan Favorite
- 1992 : F.O.X.E. Female Fan Favorite
- 1996 : AVN Best Tease Performance - Comeback
- 1997 : AVN Best Group Scene - Film - The Show
- 2004 : Free Speech Coalition Lifetime Achievement Award

- AVN Hall of Fame
- XRCO Hall of Fame